# Dumb-bell Lake
Der Dumb-bell Lake ist ein Gebirgssee im Waitaki District der Region Canterbury auf der Südinsel von Neuseeland.

## Geographie
Der Dumb-bell Lake befindet sich in einer Bergkette auf einer Höhe von 1557 m, rund 1,1 km südsüdwestlich des 2007 m hohen Mount Sutton. Knapp 5 km östlich ist der Lake Ōhau zu finden. Der See erstreckt sich über eine Länge von rund 875 m in Nordnordost-Südsüdwest-Richtung und misst an seiner breitesten Stelle rund 2005 m Westnordwest-Ostsüdost-Richtung. Die Seefläche des Dumb-bell Lake umfasst 14,5 Hektar und der Umfang des Sees rund 2 km.
Gespeist wird der See durch einen von Süden kommenden kleinen Gebirgsbach. Der Dumb-bell Lake entwässert an seiner westnordwestlichen Seite über einen kleinen Bach in den Maitland Stream, der später in den Hopkins River mündet.